# امامزاده جمشید
بنای امامزاده جمشید مربوط به دوره صفوی است و در شهرستان کهگیلویه، روستای گچی واقع شده و این اثر در تاریخ ۹ اردیبهشت ۱۳۸۲ با شمارهٔ ثبت ۸۴۲۱ به‌عنوان یکی از آثار ملی ایران به ثبت رسیده است.